# UFC Fight Night: Gustafsson vs. Smith
UFC Fight Night: Gustafsson vs. Smith (conosciuto anche come UFC Fight Night 153 oppure UFC on ESPN+ 11) è stato un evento di arti marziali miste tenuto dalla Ultimate Fighting Championship il 1º giugno 2019 all'Ericsson Globe di Stoccolma, in Svezia.

## Risultati
|                  | Divisione            |                   |                 |                      | Metodo                                  | Round           | Tempo           | Premio          |
| Card Principale  | Card Principale      | Card Principale   | Card Principale | Card Principale      | Card Principale                         | Card Principale | Card Principale | Card Principale |
| ---------------- | -------------------- | ----------------- | --------------- | -------------------- | --------------------------------------- | --------------- | --------------- | --------------- |
|                  | Pesi mediomassimi    | Anthony Smith     | batte           | Alexander Gustafsson | Sottomissione (rear-naked choke)        | 4               | 2:38            | POTN            |
|                  | Pesi mediomassimi    | Aleksandar Rakić  | batte           | Jimi Manuwa          | KO (calcio alla testa)                  | 1               | 0:47            | POTN            |
|                  | Pesi piuma           | Makwan Amirkhani  | batte           | Chris Fishgold       | Sottomissione (anaconda choke)          | 2               | 4:25            | POTN            |
|                  | Pesi leggeri         | Christos Giagos   | batte           | Damir Hadžović       | Decisione unanime (29-27, 29-27, 29-28) | 3               | 5:00            |                 |
|                  | Pesi piuma           | Daniel Teymur     | batte           | Sung Bin Jo          | Decisione unanime (30-27, 30-27, 29-28) | 3               | 5:00            |                 |
| Card Preliminare |                      |                   |                 |                      |                                         |                 |                 |                 |
|                  | Pesi welter          | Sergey Khandozhko | batte           | Rostem Akman         | Decisione unanime (29-28, 29-28, 29-28) | 3               | 5:00            |                 |
|                  | Pesi gallo femminile | Lina Länsberg     | batte           | Tonya Evinger        | Decisione unanime (30-26, 30-27, 30-26) | 3               | 5:00            |                 |
|                  | Pesi leggeri         | Leonardo Santos   | batte           | Stevie Ray           | KO (pugno)                              | 1               | 2:17            | POTN            |
|                  | Pesi leggeri         | Frank Camacho     | batte           | Nick Hein            | KO tecnico (pugni)                      | 2               | 4:56            |                 |
|                  | Pesi gallo femminile | Bea Malecki       | batte           | Duda Santana         | Sottomissione (rear-naked choke)        | 2               | 1:59            |                 |
|                  | Pesi mediomassimi    | Devin Clark       | batte           | Darko Stošić         | Decisione unanime (29-28, 29-28, 29-28) | 3               | 5:00            |                 |
|                  | Pesi leggeri         | Joel Álvarez      | batte           | Danilo Belluardo     | KO tecnico (gomitate e pugni)           | 2               | 2:22            |                 |

## Premi
I lottatori premiati ricevettero un bonus di 50.000 dollari.
Legenda:
- FOTN: Fight of the Night (vengono premiati entrambi gli atleti per il miglior incontro dell'evento)
- POTN: Performance of the Night (viene premiato il vincitore per la migliore performance dell'evento)